# La cigarra no es un bicho
La Cigarra no es un bicho es una película argentina estrenada el 6 de mayo de 1963, dirigida por Daniel Tinayre sobre la base de un guion suyo escrito en colaboración con Eduardo Borrás y el humorista Juan Carlos Colombres (conocido como Landrú), sobre la novela homónima de Dante Sierra. Es considerada la iniciadora del género de comedia picaresca que tendría un amplio desarrollo en el cine argentino de la década siguiente.

## Trama
La película cuenta las peripecias de seis distintas parejas:
- un ansioso taxista (Sandrini) y su muy pudorosa esposa (Antinea);
- un multimillonario industrial (Cibrián) que vive un romance clandestino con una conocida modelo (Ingro);
- un músico jubilado (Serrano) que mantiene una relación con su ingenua y provinciana criada (Blasco);
- un ambicioso periodista (Magaña) con su intelectual compañera de trabajo (Legrand);
- un gracioso ventrílocuo (Ibáñez Menta) con una ninfómana maestra de escuela (Pastorino);
- y una pareja de novios (Daniel y Bredeston) que desean perder la virginidad.

Todos llegan a un hotel alojamiento de Buenos Aires llamado La Cigarra, y terminarán viviendo la peor pesadilla de sus vidas al enterarse de que un marinero francés que ha llegado allí más temprano con una prostituta (Bence) ha traído la peste bubónica al hotel y deberán permanecer todos ellos en cuarentena, suscitándose toda clase de inconvenientes y embrollos a raíz de esta forzada convivencia.

## Reparto
- Luis Sandrini ... Serafín Maffei, el taxista
- María Antinea ... María, la esposa de Serafín
- José Cibrián ... Horacio Galiana, el industrial
- Diana Ingro ... Carla Carmine, la modelo
- Teresa Blasco ... Leticia Ferreyra, la mucama de Severino
- Enrique Serrano ... Severino Requena, el músico jubilado
- Ángel Magaña ... Rubén Cooper, el periodista
- Mirtha Legrand ... Herminia, compañera de trabajo de Rubén
- Narciso Ibáñez Menta ... Tulio Battisti, el ventrílocuo
- Malvina Pastorino ... Dorotea Bretón, la profesora
- Elsa Daniel ... Patricia Bauer, la novia virgen
- Guillermo Bredeston ... Marcelo Medina, el novio virgen
- Amelia Bence ... la prostituta
- Homero Cárpena ... Gerente del hotel
- Miguel Ligero ... Pascual, el telefonista del hotel
- Fernando Vegal ... Jesús, el cocinero del hotel
- Julio De Grazia ... camarero joven
- Oscar Valicelli ... camarero maduro
- Cayetano Biondo ... camarero anciano
- Héctor Calcaño ... Comisario
- Héctor Méndez ... Inspector de Policía
- Lucio Deval ... Sargento
- Marcos Zucker ... Policía de guardia
- Guillermo Battaglia ... Dr. Solís
- Leda Zanda ... Enfermera
- Myriam de Urquijo ... la esposa de Horacio Galiana
- María Duval
- Rafael Carret ... voz en off
- Carlitos Scazziotta ... transeúnte en la calle
- Carlos Perciavalle ... transeúnte en la calle

## Premios y nominaciones
- 9.º premio al Mejor Film por el Instituto Nacional de Cine y Artes Audiovisuales en el año 1963.
- Prenominada a la 41.ª edición del Óscar de 1968.